# Kinderpalliativzentrum Datteln
Das Kinderpalliativzentrum an der Vestischen Kinder- und Jugendklinik Datteln, Universität Witten/Herdecke ist eine Spezialeinrichtung zur umfassenden Versorgung lebensbedrohlich erkrankter Kinder, Jugendlicher und junger Erwachsener. Es beherbergt die deutschlandweit erste pädiatrische Palliativstation „Lichtblicke“.

## Geschichte und Entwicklung
Bereits seit 1999 werden lebensbedrohlich erkrankte Kinder an der  Vestischen Kinder- und Jugendklinik Datteln durch ein spezialisiertes Team versorgt – zunächst noch auf ehrenamtlicher Basis. Im Jahr 2005 bekam die Klinik die ersten Palliativbetten im Krankenhausplan des Landes Nordrhein-Westfalen zugesprochen. 2006 gründete Boris Zernikow zusammen mit seinem Team das Vodafone Stiftungsinstitut für Kinderschmerztherapie und Pädiatrische Palliativmedizin (VIKP) (2006–2012). Ermöglicht wurde der Auf- und Ausbau des Institutes durch die langjährige finanzielle Förderung der Vodafone Stiftung Deutschland.
Zusammen mit dem Zentrum für Palliativmedizin des Malteser Krankenhauses Bonn und der Klinik für Kinderheilkunde des Universitätsklinikums Bonn setzte das VIKP von 2007 bis 2009 das von der Landesinitiative NRW des Ministeriums für Arbeit, Gesundheit und Soziales (MAGS) des Landes Nordrhein-Westfalen implementierte bundesweit erste Modellprojekt zur landesweit flächendeckenden ambulanten Palliativversorgung von Kindern und Jugendlichen um.
Aus dem VIKP gingen im Jahr 2010 das Kinderpalliativzentrum und im Jahr 2012 das Deutsche Kinderschmerzzentrum hervor. Um die akademischen Aktivitäten im Bereich Kinderschmerztherapie und Kinderpalliativmedizin weiter zu verstärken und als Ansprechpartner für Politik und Wissenschaft zu wirken, wurde 2008 mit Unterstützung der Vodafone Stiftung Deutschland der Lehrstuhl für Kinderschmerztherapie und Pädiatrische Palliativmedizin an der Universität Witten/Herdecke eingerichtet.

## Struktur und Aufbau
Kinder, Jugendliche und junge Erwachsene mit einer lebensbedrohlichen Erkrankung werden im Kinderpalliativzentrum Datteln sowohl ambulant durch eine spezialisierte ambulante Palliativversorgung (SAPV) als auch stationär sowohl medizinisch-pflegerisch als auch psychosozial versorgt. Die „Station Lichtblicke“ ist eine Fachstation für pädiatrische Palliativmedizin, auf der bis zu acht Patienten gemeinsam mit ihren Eltern und Geschwistern aufgenommen werden können. Die dynamische Entwicklung der pädiatrischen Palliativ- und Schmerzmedizin führt zu einem immensen Bedarf an Fort- und Weiterbildung aller beteiligten Berufsgruppen. Um diesem gerecht zu werden, bietet das Kinderpalliativzentrum qualifizierte Seminare und Workshops für Mitarbeiter aus den Bereichen Pflege, Medizin und psychosozialer Versorgung an.

## Forschung und Lehre
2008 wurde Boris Zernikow auf den Lehrstuhl für Kinderschmerztherapie und Pädiatrische Palliativmedizin an der Universität Witten/Herdecke berufen. Dieser war der erste Lehrstuhl für Kinderpalliativversorgung in Europa. Er wurde gefolgt vom True Colours Trust Lehrstuhl für Kinderpalliativversorgung am Institute of Child Health des University College London und des Great Ormond Street Krankenhauses, den Myra Bluebond-Langner seit 2010 innehat.
In der Pädiatrischen Palliativversorgung liegt der Fokus des Lehrstuhls für Kinderschmerztherapie und Pädiatrische Palliativmedizin – Universität Witten/Herdecke auf folgenden Forschungsschwerpunkten:
- Schlafstörungen, Tagesunruhe, Schmerz und Dyspnoe bei Kindern mit lebensbedrohlichen und lebenslimitierenden Erkrankungen
- Erfassen der Symptome und Lebensqualität in der Lebensendphase von onkologisch erkrankten Kindern und Jugendlichen
- Versorgung von pädiatrischen Palliativpatienten mit multiresistenten Keimen
- Das Ehrenamt in der Palliativversorgung
- Evaluation der stationären Palliativmedizin

Zusätzlich zu verschiedenen Lehrangeboten bzw. -veranstaltungen haben Studierende die Möglichkeit,  am Lehrstuhl für Kinderschmerztherapie und Pädiatrische Palliativmedizin zu promovieren.

## Finanzierung
Der Bau des Kinderpalliativzentrums wurde ausschließlich durch Drittmittel realisiert. Besonderen Anteil hatten die Stiftung RTL – Wir helfen Kindern, die Stiftung Wohlfahrtspflege NRW und die Deutsche Krebshilfe. Zur Finanzierung der laufenden Kosten, die nicht durch die Krankenversicherungen getragen werden – hierzu zählt vor allem die Finanzierung der Mitarbeiter des psychosozialen Teams und zusätzlicher Pflegestellen – wurde im Jahr 2010 der Freundeskreis Kinderpalliativzentrum Datteln e.V. gegründet. Der Anteil der Drittmittel an den jährlichen Gesamtkosten beläuft sich auf rund 30 %.